# Lottorf
Lottorf település Németországban, Schleswig-Holstein tartományban. Lakosainak száma 234 fő (2023. december 31.). Lottorf Brekendorf és Jagel községekkel határos.

## Népesség
A település népességének változása:
| Lakosok száma | 202  | 230  | 253  | 260  | 233  | 234  | 234  |
|               | 1975 | 2014 | 2017 | 2019 | 2021 | 2022 | 2023 |